# Melanòcit

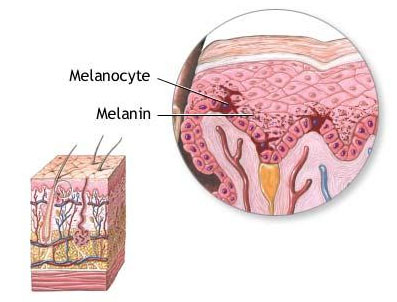
Melanòcit i melanina

Un melanòcit és una cèl·lula dendrítica que deriva de la cresta neural i que migra cap a l'epidermis i el fol·licle pelós durant l'embriogènesi.
La seva principal funció és la producció de melanina, un pigment de la pell, ulls i pèl.
Es caracteritzen pel seu nucli amb forma d'ou i, en condicions normals, els melanòcits es disposen a nivell de la capa basal epidèrmica contactant amb els queratinòcits mitjançant les seves dendrites. La densitat de melanòcits és variable depenent de la regió anatòmica, però és molt constant entre els individus de diferents ètnies. El color de la pell depèn de l'activitat d'aquestes cèl·lules. La melanina pot ser d'eumelanina (color marró bru) o feomelanina (pigment vermell groguenc). Ambdues formes són produïdes a partir de la tirosina del reticle endoplasmàtic rugós i l'aparell de Golgi en arribar a la cèl·lula l'hormona estimulant del melanòcit (MSH), que es fixa al receptor de la membrana d'aquestos (MCR).
Els melanòcits estan relacionats amb algunes malalties com el vitiligo o els melanomes. El vitiligo es caracteritza per la formació d'unes plaques blanques en la pell com a resultat de la manca de pigmentació d'aquesta. No se sap ben bé per què succeeix el procés, però algunes de les hipòtesis impliquen la destrucció dels melanòcits bé pel mateix sistema immunitari, bé per funcionament anormal d'algunes cèl·lules nervioses que produiran substàncies tòxiques i faran malbé els melanòcits.
El melanoma és un tipus de càncer de pell. Es forma per una concentració de melanòcits malignes. Quan la concentració és de melanòcits benignes, apareixen les pigues, taques, etc.